# Global Infrastructure Partners
Global Infrastructure Partners (GIP) ist ein Infrastrukturfonds, der sowohl Eigen- als auch ausgewählte Fremdkapitalinvestitionen tätigt. GIP hat seinen Hauptsitz in New York City und investiert in Infrastrukturanlagen in den Bereichen Energie, Verkehr und Wasser/Abfall. GIP beschäftigt rund 150 Investment- und operative Experten und verfügt über Büros in New York, London und Sydney sowie über eine operative Zentrale in Stamford, Connecticut. Insgesamt beschäftigen die Portfoliounternehmen rund 52.000 Mitarbeiter.

## Geschichte
Global Infrastructure Partners wurde im Mai 2006 gegründet. Zwei der Gründungsinvestoren des ersten Fonds von GIP, dem GIP I, waren die Credit Suisse und General Electric. Jeder dieser Investoren verpflichtete sich zu etwa 9 % der 5,64 Milliarden US-Dollar des insgesamt gebundenen Kapitals von GIP I. Die erste Investition des Unternehmens wurde im Oktober 2006 angekündigt. Es handelte sich um ein 50:50 Joint Venture zwischen GIP und der American International Group (AIG), um den London City Airport (LCY) für einen nicht offengelegten Betrag zu erwerben. GIP gab den Verkauf von LCY im Februar 2016 für ein signifikantes Vielfaches des Akquisitionspreises von 2006 bekannt.
In der Folge hat GIP zwei weitere Flughafeninvestitionen getätigt: den Erwerb des Gatwick Airport, des zweitgrößten Flughafens Großbritanniens im Oktober 2009 für 1,5 Mrd. £ von Heathrow Airport Holdings (BAA) und den Erwerb des Edinburgh Airport 2012 für 807 Mio. £. Darüber hinaus hat GIP einen Querschnitt der Investitionen in anderen Bereichen des Verkehrssektors sowie im Energiesektors vorgenommen. Zu diesen Anlagen gehören Seehäfen, Güterbahnanlagen, und Energieerzeuger, insbesondere im Umfeld der erneuerbaren Energien. Im Herbst 2018 kaufte GIP von Ørsted 50 % am Offshore-Windpark Hornsea One für 4,46 Mrd. GBP (ca. 5 Mrd. Euro).
Der erste Fonds von Global Infrastructure Partners, GIP I schloss seine Mittelaufnahme im Mai 2008 mit 5,64 Milliarden US-Dollar an Kapitalzusagen für Investoren ab. Der Fonds wurde im Laufe des Jahres 2012 vollständig investiert. Im September 2012 schloss der zweite Fonds GIP II, die Mittelbeschaffung mit Kapitalzusagen in Höhe von 8,25 Mrd. USD ab und war damit der damals größte unabhängige Infrastrukturfonds der Welt. Übertroffen von den ursprünglichen Erwartungen, schloss die dritte Fonds GIP III die Mittelbeschaffung im Januar 2017 mit rund 15,8 Mrd. USD an Kapitalzusagen ab.
Im November 2021 wurde bekannt, dass GIP und die Private-Equity-Gesellschaft KKR für einen Transaktionwert in Höhe von rund USD 15 Milliarden den Rechenzentrumsbetreiber CyrusOne übernommen haben. Im Mai 2022 verkaufte Wpd das Offshore-Wind-Geschäft an GIP, die die Aktivitäten in der Skyborn Renewables GmbH mit Sitz in Bremen weiterführen. Im Oktober 2023 wurde bekannt, dass die Mediterranean Shipping Company (MSC) für etwa 4,2 Milliarden Euro etwa 50 % der Anteile an Nuovo Trasporto Viaggiatori, einem privaten italienischen Eisenbahnunternehmen, von GIP übernehmen will. Der weltweit größte Vermögensverwalter BlackRock hat am 12. Januar 2024 bekannt gegeben, dass er GIP für etwa 12,5 Mrd. USD in bar und Aktien übernehmen wird.

## Investitionen
Per April 2019 verwalteten die Global Infrastructure Partners ein Gesamtvermögen von rund 51 Milliarden US-Dollar, wobei sich ihre Investitionen weitgehend auf die OECD-Länder konzentrierten. Zu diesem Zeitpunkt umfasste das Portfolio des Fonds Investitionen in folgende Vermögenswerte:
- Borkum Riffgrund 2[10]
- Clearway Energy[11]
- Competitive Power Ventures
- Edinburgh Airport
- EnLink Midstream
- Freeport LNG
- Gas Natural SGD, S.A.
- Gatwick Airport
- Gode Wind I
- Guacolda Energia
- Hess Infrastructure Partners
- Medallion Gathering & Processing
- Naturgy Energy Group
- Nuovo Trasporto Viaggiatori[12]
- Pacific National
- Skyborn Renewables GmbH[13]
- Hafen von Melbourne
- Saeta Yield/Bow Power
- Terminal Investment Limited
- Vena Energy[14]